# Pays de Gex Agglo
La comunidad de aglomeración del Pays de Gex (en francés communauté d'agglomération du Pays de Gex) o Pays de Gex Agglo es una estructura intercomunal francesa situada en el departamento de Ain, de la región de Auvernia-Ródano-Alpes.

## Historia
La comunidad de comunas del Pays de Gex fue creada en 1996. El 1 de enero de 2019, pasa a ser una comunidad de aglomeración

## Comunas
- Cessy
- Challex
- Chevry
- Chézery-Forens
- Collonges
- Crozet
- Divonne-les-Bains
- Échenevex
- Farges
- Ferney-Voltaire
- Gex
- Grilly
- Léaz
- Lélex
- Mijoux
- Ornex
- Péron
- Pougny
- Prévessin-Moëns
- Saint-Genis-Pouilly
- Saint-Jean-de-Gonville
- Sauverny
- Ségny
- Sergy
- Thoiry
- Versonnex
- Vesancy